# Exilles
Exilles (piemontiul: Isiles, okcitánul: Isiya, a fasiszta rezsim alatt Esille) község (olaszul comune) Olaszország Piemont régiójában, Torino megyében, 67 km-re Torinótól. 2009-ben 262 lakosa volt. A Susa- és Sangone-völgyi Hegyi Közösség tagja, és erődjéről ismert.

## Történelme
Exilles stratégiai jelentőségű elhelyezkedésének köszönhetően már a kelta időkben is lakott volt. 1155-től már erődítménnyel védett volt. Innentől kezdve az erőd és a település is gyakran cserélt gazdát, és hol piemonti, hol francia fennhatóság alatt állt. 1539 júniusában I. (Savoyai) Károly Emánuel ellenőrzése alá került.
A legenda szerint 1681 és 1687 között itt raboskodott a „Vasálarcos”.
A 19. században, amikor Itália a hármasszövetség tagja volt, Exilles visszanyerte jelentőségét. Az olasz kormány ekkor megerősíttette az erődöt, és a település az egyik legnépesebbé vált a Susa-völgyben. A hadsereg távozásával Exilles fontossága folyamatosan csökkent.

## Testvérvárosok
- Château-Ville-Vieille, Franciaország

## Fordítás
- Ez a szócikk részben vagy egészben  az   Exilles című olasz Wikipédia-szócikk ezen változatának fordításán alapul.  Az eredeti cikk szerkesztőit annak laptörténete sorolja fel. Ez a jelzés csupán a megfogalmazás eredetét és a szerzői jogokat jelzi, nem szolgál a cikkben szereplő információk forrásmegjelöléseként.

## Galéria

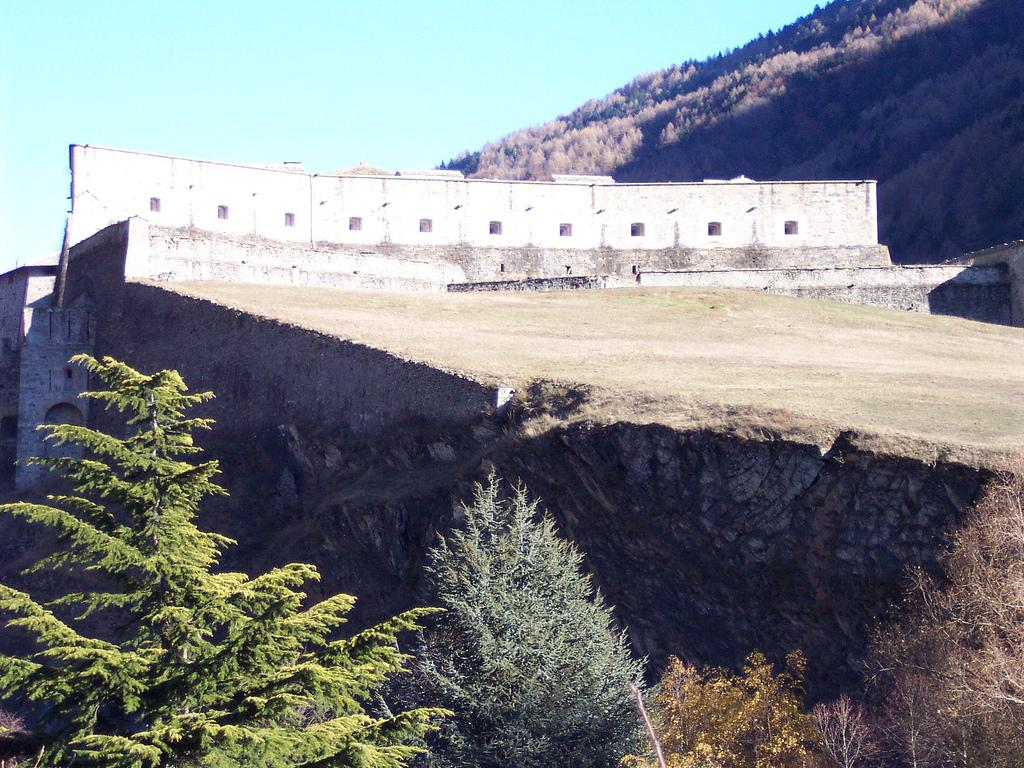
Exilles erődje
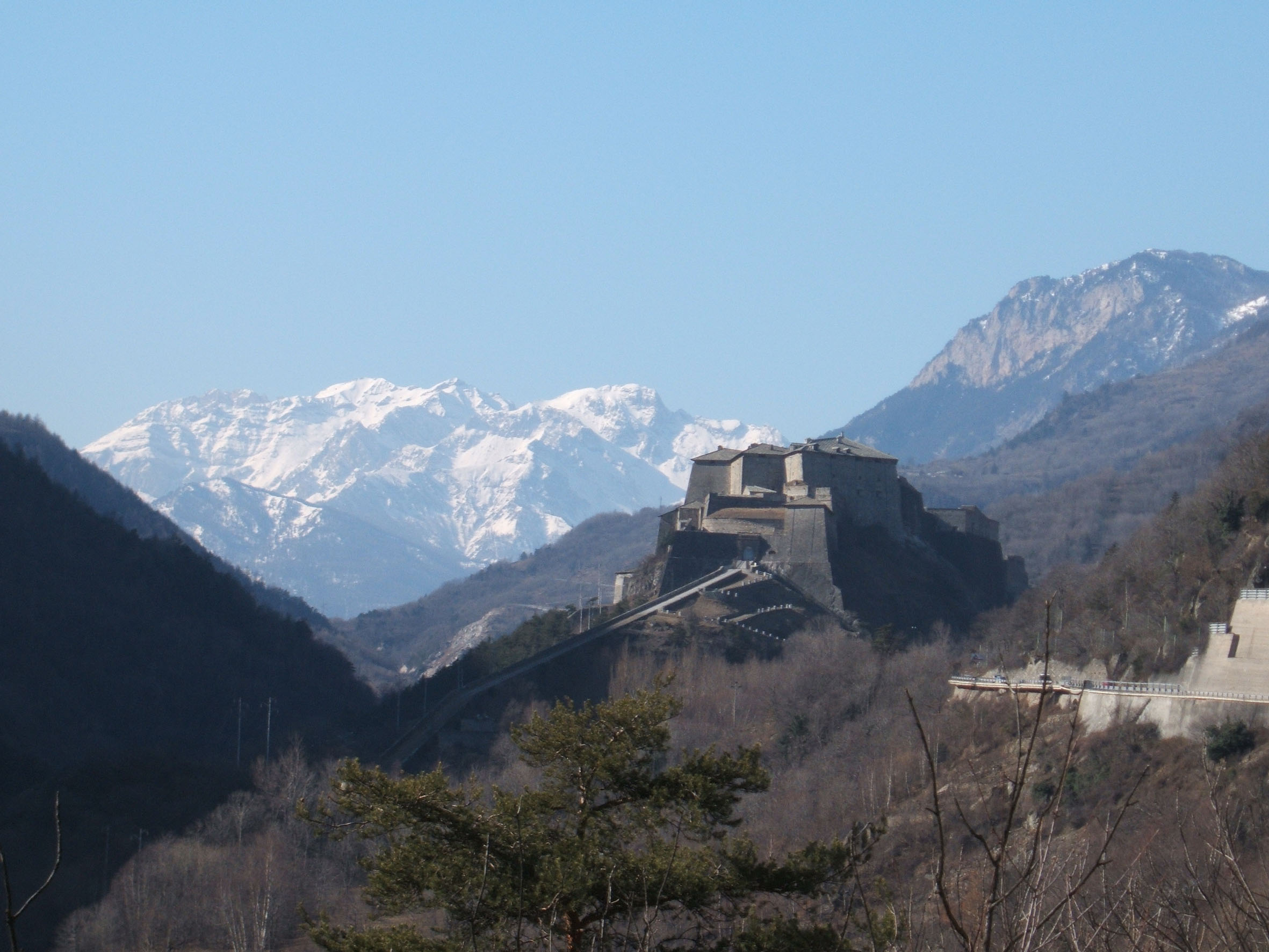
Exilles erődje
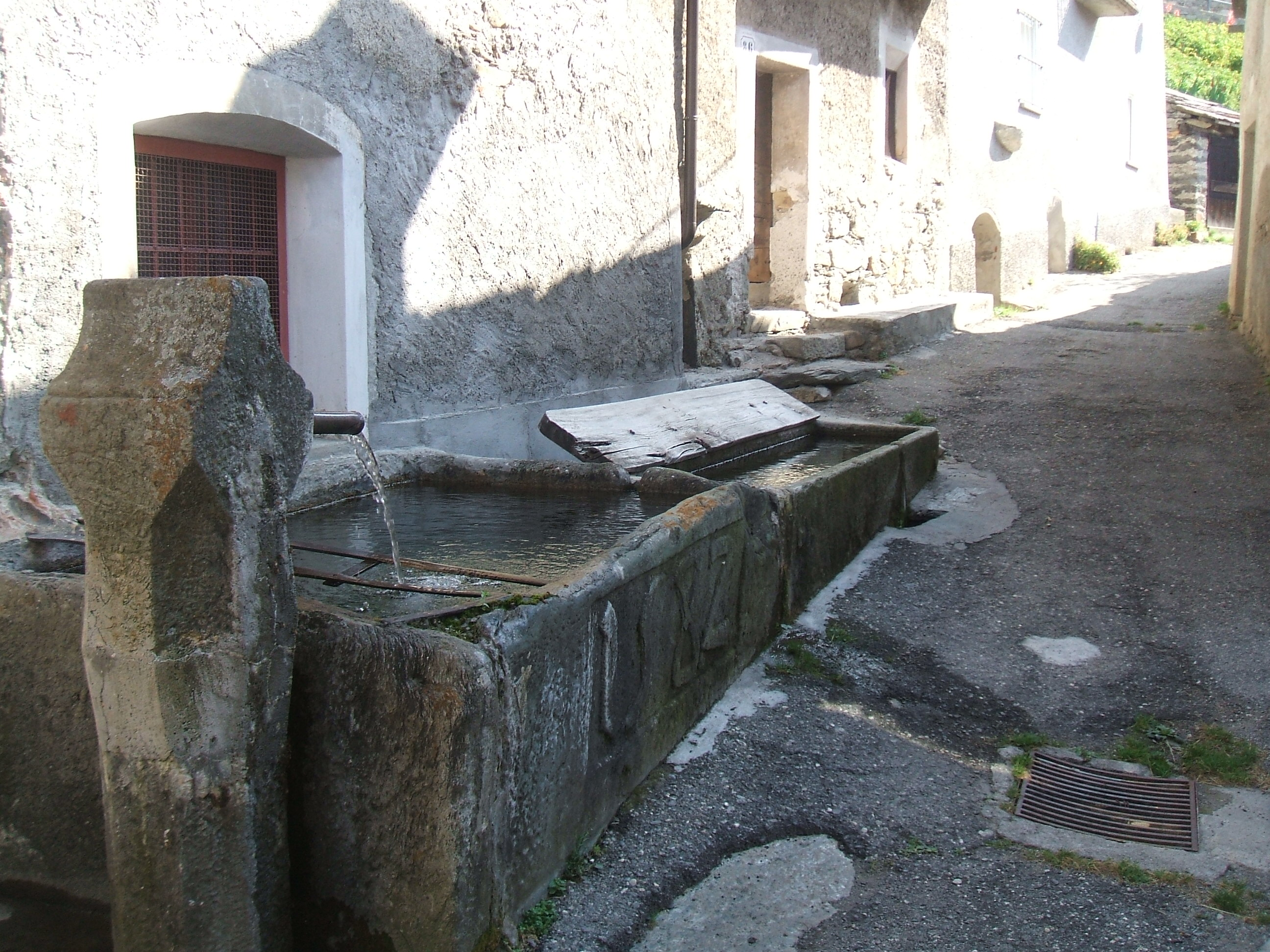
16. századi kút
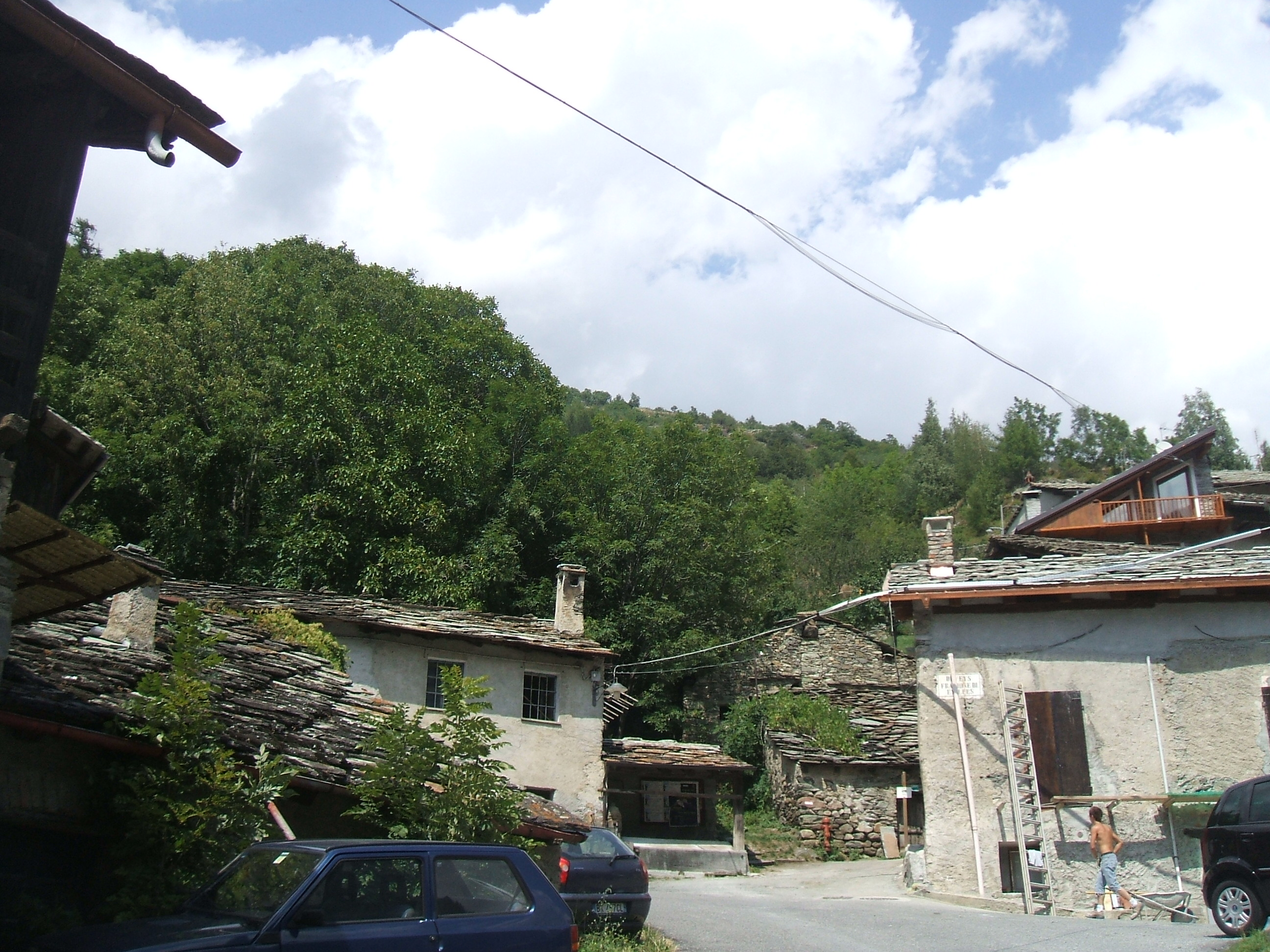
Deveys településrész